# Банк ВТБ
Банк «ВТБ» (ПАО) (от Внешнеторговый банк) — российский универсальный коммерческий банк c государственным участием. Является головной структурой Группы ВТБ. Финансовый конгломерат. 60,9 % обыкновенных акций банка принадлежит государству, остальные 39,1 % находятся в свободном обращении; с учётом привилегированных акций под государственным контролем находится 92 % акционерного капитала группы. Второй по величине активов банк России и первый по размеру уставного капитала. Главный офис банка находится в Москве, зарегистрирован банк в Санкт-Петербурге. 1 января 2018 года присоединил к себе дочерний банк ВТБ24. Имеет дочерние или ассоциированные банки в Белоруссии, Армении, Казахстане, Азербайджане, Грузии, Германии, Италии, Великобритании, на Кипре.
Рыночная капитализация банка на апрель 2025 года — 392,4 млрд рублей.
Клиентами банка являются 25 млн человек (на январь 2025 года) и 858 тысяч предприятий малого и среднего бизнеса (по данным 2022 года).
В 2014 году ВТБ на 66-й позиции входил в сотню крупнейших банков мира по размеру капитала — по версии британского журнала The Banker.
В 2022 году банк включён Банком России в перечень системно значимых кредитных организаций.
ВТБ является вторым в России банком по объёмам розничного бизнеса после Сбербанка.
С 2014 года банк находится под санкциями Евросоюза и США, наложенными из-за событий на Украине. В 2022 году Великобритания ввела новые санкции против банка ВТБ. 24 февраля 2022 года включён в санкционный список SDN (США), предусматривающий максимально возможные ограничения и полную заморозку активов и в санкционные списки ряда других стран. С 2 марта 2022 года отключён от системы межбанковских платежей SWIFT.

## История

### 1990-е годы
17 октября 1990 года Госбанком СССР был официально зарегистрирован Банк внешней торговли (Внешторгбанк). Кредитная организация учреждена при участии Государственного банка СССР и Министерства финансов РСФСР. Банк создан в форме закрытого акционерного общества для обслуживания внешнеэкономических операций РСФСР и содействия интеграции республики в мировое хозяйство.
В 1996 году Внешторгбанк приобрёл контрольный пакет акций АКБ «Тульский Региональный банк». В 2001 году тульский банк переведён в Москву и получил новое название — Коммерческий банк «Газинвестбанк» (открытое акционерное общество) ОАО КБ «Газинвестбанк». Позднее банк перешёл под контроль ЗАО «Еврогазинвест».
В 1997 году Внешторгбанк был преобразован в открытое акционерное общество, крупнейшим акционером которого стало государство в лице Центрального банка Российской Федерации с долей в капитале банка в размере 96,8 %.

### 2002 год
- До 2002 года 99,9 % акций ВТБ принадлежали Банку России[4].
- акции банка переданы Минимуществу России[20].

### 2004 год
- банк приобретает контрольный пакет акций (85,81 %) ЗАО КБ Гута-банк. На его базе был создан специализированный розничный банк Внешторгбанк 24.
- становится владельцем «Армсбербанк» в Армении, который позже переименован в «Банк ВТБ (Армения)»[21].

### 2005 год
- становится владельцем 75 % +3 акции[22] ОАО «Промышленно-строительный банк» (ПСБ). На базе ПСБ создан Банк ВТБ Северо-Запад, затем переформирован в Северо-Западный региональный центр банка ВТБ.
- приобретает «Евробанк» во Франции, позже переименован в VTB Bank (France) SA.
- приобретает Moscow Narodny Bank Limited в Великобритании, позже переименован в VTB Europe Plc, затем — VTB Capital Plc.
- приобретает «Ost-West Handelsbank AG» в Германии, позже переименован в VTB Bank (Deutschland) AG.
- приобретает «Объединённый грузинский банк» в Грузии (2005), позже переименован в «Банк ВТБ (Грузия)».

### 2006 год
- Внешторгбанк и Внешторгбанк 24[23] были переименованы в ВТБ и ВТБ-24.
- создаёт дочерний банк Bank VTB Africa SA в Анголе[24].
- становится владельцем банка «Мрия» на Украине, который позже был объединён с ПАО «ВТБ Банк» (неофициальное название «ВТБ Украина»).
- разместил еврооблигационный заём на общую сумму 2 млрд $.
- становится владельцем «Славнефтебанк» в Белоруссии, который позже переименован в «Банк ВТБ (Беларусь)».

### 2007 год
ВТБ первый среди российских банков провёл первичное публичное размещение (IPO) своих акций, известное как «народное IPO». Это стало крупнейшим на тот момент международным банковским IPO. Объём привлечённых средств в капитал банка составил 8 млрд $. По его итогам акционерами ВТБ стали более 120 тысяч граждан России, купивших бумаг на 1,5 млрд $. Акции ВТБ начали падать уже после первых двух месяцев торгов и с тех пор ни разу и не возвращались к цене размещения 13,6 коп. за штуку. При этом доли акционеров неоднократно размывались дополнительными эмиссиями. В связи с мировым финансовым кризисом в октябре 2008 года курс акций банка опустился ниже 3 копеек. 22 января 2009 года стоимость одной акции на ММВБ составила 2,33 копейки. К 12 июля 2010 года курс акций ВТБ поднялся до 7,84 копейки за акцию. Миноритарные акционеры банка ВТБ начали объединяться в инициативные группы, чтобы защитить свои законные права и интересы. Благодаря совместным усилиям различных групп акционеров был создан Союз миноритарных акционеров. Акционеры рекомендовали руководству банка провести обратный выкуп акций по цене размещения, он состоялся в феврале 2012 года, когда премьер-министр России Владимир Путин заявил о намерении государства принять участие в финансировании обратного выкупа акций у миноритариев ВТБ.
В сентябре 2007 года ВТБ продал свой дочерний банк «Новосибирсквнешторгбанк» (99,56 % акций) «Восточно-Европейской финансовой корпорации». Аналитиками сделка была оценена в 70—130 млн долларов США. По информации газеты Ведомости, банк был продан за 170 млн долларов.

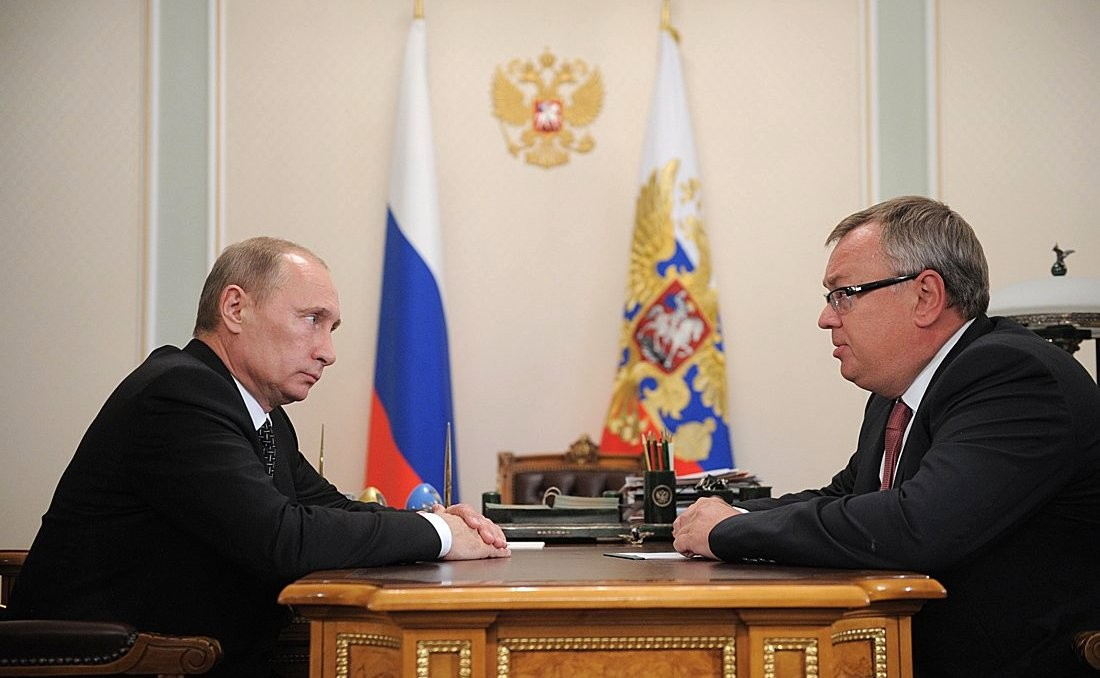
Президент России Владимир Путин и президент — председатель правления Андрей Костин

### 2008 год
- создаёт дочерний банк «Банк ВТБ (Казахстан)»[36].

### 2009 год
- становится владельцем «АФ-Банк» в Азербайджане, который позже переименован в «Банк ВТБ (Азербайджан)»[37].

### 2010 год
- приобрёл пакет акций ОАО «ТрансКредитБанк» (ТКБ) у ОАО «РЖД» в размере 43,18 %[38].

### 2011 год
- правительством России было дополнительно размещено среди частных инвесторов 10 % минус 2 акции банка. Среди инвесторов, заплативших за акции в совокупности 95,7 млрд руб., были структуры предпринимателя Сулеймана Керимова, фонды Generali, TPG Capital, а также китайский суверенный фонд China Investment Corp[39][40].
- приобрёл принадлежавший правительству Москвы пакет в 46,48 % Банка Москвы. К концу декабря 2011 года ВТБ довёл свой пакет до 94,84 % акций[41]. После приобретения банка в его балансе обнаружилась «дыра» за счёт того, что существенная часть выданных кредитов (самим ВТБ озвучивалась сумма в 366 млрд руб.) была предоставлена компаниям, аффилированным с бывшим крупным совладельцем и руководителем банка Андреем Бородиным[42][43]. Часть этих кредитов оценивалась как сомнительная для погашения, либо как не обеспеченная ликвидными залогами, позднее эта информация была подтверждена проверкой Счётной палаты РФ[44]. В конце сентября 2011 года Агентство по страхованию вкладов с целью покрытия образовавшейся «дыры» в балансе приобретённого банка предоставило ВТБ кредит на 10 лет в сумме 295 млрд руб. под 0,51 % годовых.
- в марте на базе ОАО «Банк ВТБ Северо-Запад» образован Северо-Западный региональный центр (СЗРЦ) — подразделение головного офиса банка ВТБ. История подразделения начиналась с Северо-Западной областной конторы Промышленного банка, образованной 26 ноября 1922 года. В постсоветское время банк носил названия «Ленинградский коммерческий промышленно-строительный банк» (Ленпромстройбанк) и ОАО «Промышленно-строительный банк» (ОАО «ПСБ»). В конце 2005 года Банк ВТБ увеличил свою долю в уставном капитале Промышленно-строительного банка до 75 % + 3 акции, после чего в 2007 году банк был переименован в Банк ВТБ Северо-Запад.

### 2012 год
- ВТБ приобрёл ОАО «ТрансКредитБанк» (ТКБ) у РЖД, доля банка ВТБ составила 99,6 %[45].
- обратный выкуп акций у миноритариев (по цене размещения — 13,6 копейки за штуку, максимальная сумма по выкупу на одного акционера — 500 тыс. рублей[46]). Общая сумма, на которую был осуществлён выкуп, составила 11,4 млрд рублей[47].

### 2013 год
- ВТБ провёл допэмиссию акций. Государство не участвовало в SPO и его доля акций в банке после закрытия подписки снизилась до 60,9 %. Банк привлёк в капитал 102,5 млрд рублей. Крупнейшими инвесторами банка, которые выкупили более половины его акций, стали три суверенных фонда — норвежский Norges Bank Investment Management, Qatar Holding LLC и Государственный нефтяной фонд Азербайджана, а также коммерческий банк China Construction Bank[48].

### 2015 год
- подписано соглашение между президентом банка, директором ФГУП Почта России Дмитрием Страшновым и министром связи и массовых коммуникаций Николаем Никифоровым о покупке у ВТБ 50 % минус 1 акция Лето Банка, на базе которого запланировано создания «Национального почтового банка»[49], сумма сделки 5 млрд рублей[50].

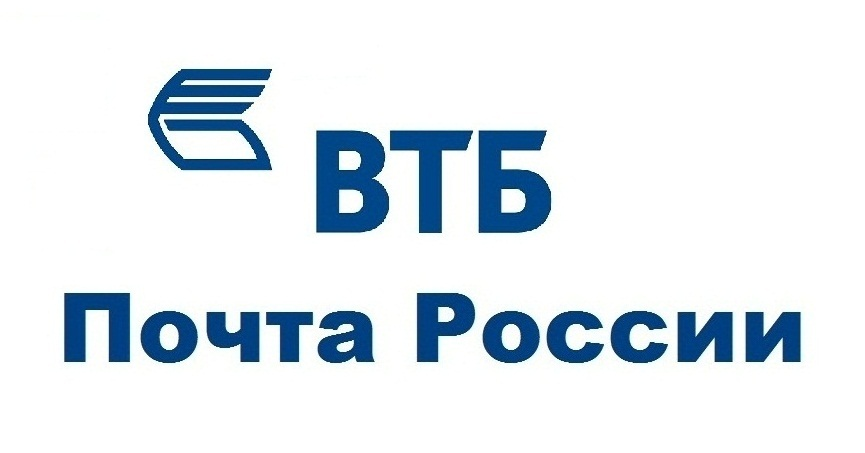
Почтовый банк ВТБ — Почта России

### 2016 год
- между ВТБ 24 и ФГУП Почта России был подписан пакет документов о создании Почта Банка. 50 % минус 1 акция создающегося Почта Банка приобрела ФГУП Почта России в лице своей 100%-но дочерней компании.
- с 10 мая после присоединения Банка Москвы занимается также и розничным бизнесом.

### 2017 год
- В конце 2017 года ВТБ завершил реструктуризацию своих европейских подразделений в новое юридическое лицо — группу VTB Bank (Europe) SE, в состав которой, помимо прочего, вошла розничная онлайн-платформа в Германии — VTB Direktbank[51].

### 2018 год
- присоединение банка ВТБ24.
- покупка 29,1 % акций сети магазинов «Магнит», в следующем году банк приобрёл и 100 % акций пенсионного фонда «Магнит»[52][53].
- покупка 40 % акций системного агрегатора Техносерв[54].
- покупка 85 % акций банка Возрождение (с присоединением к 2020 году к банку ВТБ)[55].
- покупка 81 % акций нижегородского Саровбизнесбанка (с присоединением к 2020 году к банку ВТБ)[56].
- создание вместе со Сбербанком региональной авиакомпании в рамках исполнения майских указов президента Владимира Путина[57].
- в апреле банк ВТБ приобрёл 49,5 % долю в аэропорту Геленджик[58].
- в сентябре группа ВТБ и Почта России в ходе Восточного экономического форума заключили Договор о создании предприятия «Национальные логистические технологии» (НЛТ). По соглашению запланировали строительство сети логистических центров по всей России. В компании НЛТ Почта России и банк ВТБ получили по 50 % минуc одной акции, две акции получила ООО «Сельта»[59].
- Банк ВТБ и компания Inpas при поддержке процессинговой компании «Мультикарта» объявили о расширении возможности по приёму системы Alipay в России[60].

### 2019 год
- создан крупнейший в России объединённый зерновой холдинг.➤
- вышел из состава акционеров банка Еврофинанс Моснарбанк, попавшего в марте 2019 года под американские санкции из-за событий в Венесуэле[61].
- в марте банк приобрёл 20 % акций «Первого канала[62]», выкупив долю у структур Романа Абрамовича, получил 2 места в составе совета директоров телеканала; к сентябрю 2020 года банк вышел из состава акционеров[63]. В марте 2021 года опубликовано постановление правительства РФ, согласно которому банк возвращается в состав негосударственных акционеров Первого канала[64]. Также консорциуму ВТБ и Национальной медиагруппы (НМГ) принадлежит 75 % «СТС Медиа»[65][66].
- в мае была представлена стратегия развития до 2023 года, по которой предполагается цифровая трансформация, акцент на удовлетворённости пользователей, лайфстайл-платформа, 100 % продуктов онлайн, 50 % удалённых продаж и уход от бумажного документооборота. В финансовом плане ВТБ планирует заработать в 2019 году около 200 млрд руб. чистой прибыли, к 2022 году — достичь 300 млрд за счёт:
  - Исключения убытка от непрофильного бизнеса (почти 50 млрд рублей), включая недвижимость от Банка Москвы и строительные проекты (вроде «ВТБ арены»).
  - Быстрее рынка нарастить кредитование физлиц. К 2022 году розничный кредитный портфель должен вырасти на 16 %, кредитных клиентов должно стать в 1,5 раза больше и достичь цифры в 18 млн.
  - Сократить затраты на 70 млрд рублей в целом за 3,5 года[67].
- в августе было приобретено 19 % акций катарского CQUR Bank, основанного в начале года[68].

### 2020 год
- Вместе с Совкомфлотом, Махачкалинским и Новороссийским морскими торговыми портами был включён в план приватизации на 2020—2022 годы. За продажу акций этих компаний планировалось получить 3,6 миллиарда рублей ежегодно. Государство планировало сократить своё присутствие в капитале ВТБ с 60,9 % до 50 % плюс одна акция[69].
- В числе главных событий деятельности банка в 2020 году — переход на цифровую платформу, участие в составе государственно-частного партнёрства в модернизации питерского аэропорта «Пулково» и сооружении платной автомагистрали Москва-Казань[70]. Достигнуто урегулирование проблемы с безвозвратными долгами российского оборонно-промышленного комплекса на общую сумму свыше 800 млрд рублей. Согласно изданному президентом России Путиным закрытому указу, предусматривается списание 400—450 млрд рублей долгов предприятий ОПК и реструктуризация оставшихся 300—350 млрд рублей на 15 лет с отсрочкой на пять лет, в течение которых ставка по кредитам ОПК составит 2 %. Несмотря на эти списание и реструктуризацию, на выплату дивидендов по обыкновенным акциям банк ВТБ, согласно долговременной стратегии, продолжает направлять 50 % от прибыли; возврат на капитал ВТБ за предыдущий год составил около 13 %[70][71][72]. Приватизация ВТБ или снижение доли государства до 51 % в 2020 году, согласно анализу руководства банка, являются нецелесообразными, поскольку выпуск новых акций автоматически попадает под американские санкции, а сокращение госдоли при сохранении контрольного пакета в руках правительства РФ не окажет существенного влияния на управленческие или корпоративные решения[73].
- В марте 2020 года по рекомендации Центробанка в связи с пандемией коронавирусной инфекции в России ВТБ ввёл в действие комплекс мер по поддержке заболевших клиентов, включая реструктуризацию кредитов и кредитные каникулы. Всего эта мера коснулась кредитов населению на сумму более 85 млрд рублей и 100 тыс. граждан, включая выдачу ипотеки по минимальной в РФ ставке 6,5 % годовых[74][75].
- В 2020 году банк занял первое место (среди российских банков) в рейтинге Forbes по числу клиентов — долларовых миллионеров, у ВТБ оказалось более 20 тысяч таких клиентов из общего количества 76 тысяч во всех российских банках[76][77].
- Сеть банкоматов ВТБ составляет 15,5 тысяч устройств[78].

### 2021 год
- В первом квартале введён в эксплуатацию логистический почтовый центр (ЛПЦ) в аэропорту Толмачёво (Новосибирск) стоимостью 8 млрд руб., площадью 45 тыс. м², который будет обрабатывать до 2 млн отправлений в сутки. Предусмотрена возможность кросс-докинговых операций. Проект реализовало совместное предприятие Почты России и группы ВТБ — АО «Национальные логистические технологии» (НЛТ)[79].
- За первые полгода 2021 года чистая прибыль ВТБ по МСФО составила рекордные 170,6 миллиарда рублей[80].
- В июле в Хабаровске состоялся запуск логистического почтового центра с автоматизированной сортировкой и местом международного почтового обмена в рамках совместного проекта Почты России и ВТБ. Общий бюджет проекта составил около 2,3 млрд руб[81][82].
- В сентябре открылся ЛПЦ в Самаре. Инвестиции в проект составили 1,5 млрд рублей[83].
- В ноябре банк объявил о продаже своей доли в «Магните» размером в 17,3 %: 12,9 % акций приобретёт «Марафон групп», 4,4 % акций будет предложено к продаже институциональным и розничным инвесторам в рамках ускоренного формирования книги заявок[84].

### 2022 год
- На начало 2022 года в группу ВТБ входили БМ-банк, Саровбизнесбанк, Запсибкомбанк, дочерние банки в Армении, Казахстане, Белоруссии[4].
- 28 февраля 2022 года BNY Mellon расторг с ВТБ депозитарное соглашение и из-за этого с 1 марта Британский регулятор финансовых рынков остановил листинг расписок на акции ВТБ[85]. 3 марта 2022 года банк начал подготовку к выходу с европейского рынка[86].
- В первые дни массового ажиотажа после начала боевых действий на Украине в конце февраля — начале марта 2022 года клиенты ВТБ сняли со счетов 26 млрд долларов. Поскольку банк не располагал такими средствами, то вынужден был для погашения обязательств приобретать валюту по тогдашнему рыночному курсу, который превышал 101 руб. за доллар (в апогее 4 марта фиксировался исторический максимум 111 руб. за доллар). Такая ситуация продолжалась до тех пор, пока Центробанк РФ 9 марта не ввёл ограничения на снятие наличной валюты гражданами[87]. Ради отвлечения рублёвой массы от скупки валюты ставки по накопительным рублёвым счетам ВТБ были повышены в марте кратковременно до 24 % годовых с дальнейшим плавным понижением[88].
- Только за один первый квартал 2022 года убыток группы ВТБ оказался более чем 408 млрд рублей[89].
- В июне годовое собрание акционеров по рекомендации Правительства РФ решило не выплачивать дивиденды за 2021 год на обыкновенные и привилегированные акции[90].
- Весной 2022 года ВТБ продал Национальной медиа группе свою долю в холдинге «СТС Медиа», сократил свою долю в Почта Банке (стала меньше 50 %), передал контрольный пакет в футбольном клубе «Динамо», снизил свою долю в зерновом «Деметра-Холдинге»[91].
- Летом 2022 года банк получил 48,5 % акций в операторе лотерей «Спортивные лотереи» (бренд «Национальная лотерея»)[92].
- 15 сентября 2022 года в Финансовом университете в Москве открылась базовая кафедра ВТБ — «Современная практика и технологии банковского бизнеса»[93].
- 7 декабря 2022 года СМИ сообщили о достижении договорённости между ЦБ и ВТБ об условиях покупки последним банка «Открытие»[94]. 27 декабря 2022 года ВТБ стал владельцем банка «Открытие»[95].
- В декабре 2022 года ВТБ первым из российских банков запустил сервис денежных переводов в Иран, позволяющий отправлять иранские риалы на счета физических и юридических лиц[96].
- Убыток банка по МСФО за 2022 год, по оценке аналитиков Альфа-банка, может оказаться более чем 500 млрд руб., а из-за санкций были заблокированы активы почти на треть всего капитала — на 600 млрд рублей[97].

### 2023 год
- С 13 февраля 2023 года банк предоставил возможность переводить деньги в китайских юанях со своих счетов в другие банки РФ, удерживая комиссию 1 % от суммы[98].
- Банк принял решение о допэмиссии в объёме 30,2 трлн акций, что в 2,5 раза больше прежнего объёма. По оценке эксперта по фондовому рынку «БКС Мир инвестиций» Михаила Зельцера, смысл допэмиссии в том, что дополнительный объём выкупит государство, а ВТБ получит возможность расширения бизнеса, экономию на издержках и оборотный капитал[99].
- В марте 2023 года ВТБ разместил первую допэмиссию (банк разместил 8,7 трлн дополнительных обыкновенных акций) на 149,4 млрд рублей[100], которую обеспечило государство: ВТБ конвертировал субординированный депозит на 100 млрд рублей, который ещё в 2014 году получил от правительства за счёт средств ФНБ, а также включил в свой капитал акции крымского РНКБ[101]. После этой допэмиссии доля государства в капитале ВТБ увеличилась до 76,4 %[101].
- В июне 2023 года ВТБ разместил по открытой подписке вторую допэмиссию (банк разместил 5,1 трлн дополнительных обыкновенных акций) на 93,4 млрд рублей[102]. В размещении участвовал якорный инвестор[103], им стала финансовая группа Газпромбанка (сам банк отказался раскрывать имя этого инвестора[104])[105], в том числе входящие в неё НПФ, которые приобрели акции ВТБ на несколько десятков мдрд рублей через компанию «Пенсионный холдинг» Анатолия Гавриленко[106]. В результате второй допэмиссии доля государства уменьшилась до 61,8 %[101].
- 10 августа 2023 года президент России Владимир Путин заявил, что ВТБ получит контроль над Объединённой судостроительной корпорацией (ОСК) — крупнейшей судостроительной компанией России. Компания перейдёт в доверительное управление ПАО «Банк ВТБ» на пять лет[107].

### 2024 год
- В июне президент-председатель глава ВТБ Андрей Костин сообщил об открытии двух офисов банка на оккупированных территориях Украины, в Луганске в июле, а позже — в Мариуполе и Донецке[108][109]. В октябре 2024 года банк запустил льготную ипотеку на оккупированных территориях Донецкой и Луганской областей Украины[110][111].
- В июле банк запустил онлайн-сервис по продаже и аренде автомобилей через подписку — «ВТБ Авто»[112].
- Также в июле ВТБ завершил обратный сплит акций, по итогам которого стоимость одной ценной бумаги выросла с 1 коп. до 50 рублей. Таким образом каждые 5 тыс. обыкновенных акций были конвертированы в одну[113].

### 2025 год
- В апреле ВТБ в партнёрстве с оператором Т2 запустил сервис просмотра баланса телефона в режиме реального времени в банковском приложении. Новый функционал существенно экономит время пользователей. Клиенты Т2 могут отслеживать актуальный баланс своего мобильного номера сразу на главном экране ВТБ Онлайн и моментально пополнять его без каких-либо комиссий[114].

## Собственники и руководство
Основным акционером банка ВТБ является Правительство РФ, которому в лице Федерального агентства по управлению государственным имуществом принадлежит 60,93 % акционерного капитала Группы. Остальные акции распределены между владельцами GDR и миноритарными акционерами — физическими и юридическими лицами. Владельцами пакетов акций по состоянию на 2021 год являлись также Государственный нефтяной фонд Азербайджана (2,95 %), Qatar Holding LLC (2,35 %), НПФ «Открытие» (3,2 %). С 2022 года актуальные сведения об акционерах ВТБ скрыты по рекомендации Правительства РФ в связи с западными санкциями.
В 2020 году Андрей Костин практически исключил приватизацию ВТБ или снижение доли государства до 51 %, поскольку выпуск новых акций автоматически попадает под американские санкции, а сокращение государственной доли при сохранении контрольного пакета в руках правительства не окажет существенного влияния на управленческие или корпоративные решения.

#### Среди высших руководителей банка
- Пономарёв, Юрий Валентинович — президент — председатель правления банка (1999—2002)[116];
- Костин, Андрей Леонидович — президент — председатель правления банка (с 10 июня 2002 года), полномочия продлены распоряжением председателя правительства России до апреля 2027 года[117][118][119].

## Деятельность
Основные подразделения на 2020 год:
- Корпоративно-инвестиционный бизнес — банковское обслуживание крупных компаний и финансовых институтов; доход от внешних клиентов — 682 миллиарда, активы — 9,3 триллиона рублей.
- Средний и малый бизнес — банковское обслуживание малого и среднего бизнеса; доход — 148 миллиардов, активы — 2 триллиона рублей. Единственный банк в РФ, который при выводе любой суммы со счёта ИП на свою карту физлица не взимает комиссию.[121]
- Розничный бизнес — банковские и страховые услуги физическим лицам; доход — 551 миллиардов, активы — 6,05 триллиона рублей.
- Казначейство — операции с ценными бумагами, работа на финансовых рынках; доход — 53,5 миллиарда, активы — 3,41 триллиона рублей.
- Прочий бизнес — небанковский бизнес, в частности, строительство; доход — 64,1 миллиарда, активы — 324 миллиарда рублей.

Чистые процентные доходы в 2020 году составили 531,7 миллиарда (доходы — 1,055 триллиона, расходы — 496 миллиардов), чистые комиссионные доходы — 136,8 миллиарда рублей, расходы по налогу на прибыль — 14,4 миллиарда. Из 18,1 триллиона активов на конец 2020 года 12,3 триллиона составили выданные кредиты (из них 8,4 триллиона — юридическим лицам); средства клиентов составили 12,8 триллиона пассива банка. На Россию приходится 79 % активов.
В апреле 2025 года Банк России составил первый ренкинг банков, лидирующих по удельному числу обоснованных жалоб заёмщиков в 2024 году. Ранжирование проводилось в трёх группах банков - с клиентской базой более 5 млн.кредитов, системно значимые банки и банки, не относящиеся к системно значимым. Среди банков с клиентской базой более 5 млн.кредитов ВТБ занял седьмое место, а среди системно значимых - восьмое. Показатель обоснованных жалоб составил 2,3 на 1 млн выданных кредитов.

### Рейтинговые оценки
В 2017 году рейтинговое агентство «Эксперт РА» присвоило ПАО «ВТБ Банк» рейтинговую оценку A++ со стабильным прогнозом, в том же году она была заменена на ruAAA и ежегодно подтверждается на этом уровне (2018-2024).
В 2021 году рейтинговое агентство АКРА присвоило банку рейтинговую оценку AAА(RU) со стабильным прогнозом. Рейтинг ежегодно подтверждается (2022-2024).
В 2022 году рейтинговое агентство НКР присвоило Банку ВТБ (ПАО) кредитный рейтинг AAA.ru со стабильным прогнозом. В 2023 и 2024 годах рейтинг был подтвержден.

## Зерновой кластер
С 2019 года ВТБ создал крупного в России игрока на зерновом рынке — объединённый зерновой холдинг «Деметра-Холдинг». В непрофильный зерновой бизнес банк вошёл с целью объединить связанные с экспортом и хранением зерна активы, включая терминалы на Чёрном море, и за счёт этого стать крупнейшим трейдером российской пшеницы. К 2020 году банку принадлежит 50 % минус 1 акция Объединённой зерновой компании (ОЗК), 100 % акций Новороссийского зернового терминала, посредством через ОЗК и напрямую — Новороссийский комбинат хлебопродуктов (доля в морском терминале — 35,36 %), контрольный пакет железнодорожного холдинга «Рустранском» (включает в себя «Русагротранс», располагающий половиной вагонов-зерновозов в РФ), 50 % акций в зерновом терминале Тамани (к которому ещё предстоит подвести железнодорожные пути), контрольный пакет крупного экспортёра зерна «Мирогрупп ресурсы». В марте 2020 года банк приобрёл у транспортной группы Fesco бизнес по перевозке зерна.
В апреле 2020 года в зерновой бизнес группы ВТБ, сконцентрированный в «Деметра-Холдинге», вошли стратегические партнёры АО «Агронова» (25 %) и инвестиционная группа Marathon Group (24,99 %). ВТБ является владельцем «Деметра-Холдинга» с контрольным пакетом акций, однако операционный контроль в холдинге партнёры стали осуществлять совместно. В феврале 2022 года банк снизил свою акционерную долю в результате допэмиссии до 45 % и перестал быть контролирующим акционером зернового холдинга. Заявленная цель допэмиссии — выстраивание вертикально интегрированной экосистемы зерновой логистики, трейдинга и экспорта. В 2023 году ВТБ вышел из зернового бизнеса, продав свою долю в «Деметра-Холдинг». Об этом сообщил глава банка Андрей Костин в кулуарах Финансового конгресса Банка России. В 2023 году компания «СПН» (структура Marathon Group Александра Винокурова) вышла из состава владельцев «Деметра-Холдинга». В «Деметра-Холдинг» подтвердили, что ООО «СПН» продало свою долю в компании.

## Социальная политика
Банк ВТБ оказывает спонсорскую и благотворительную поддержку в области спорта, культуры, а также в социальной сфере.

### Спорт
ВТБ выступает генеральным спонсором раллийной команды «КАМАЗ-мастер» с 2005 года.
С 2017 года банк ВТБ титульный партнёр российского этапа «Формулы-1» в Сочи — Formula 1 VTB Russian Grand Prix.
В 2016 году ВТБ стал титульным спонсором теннисного турнира «ВТБ Кубок Кремля» (предыдущее название — «Банк Москвы Кубок Кремля»).
Банк ВТБ титульный спонсор Единой лиги ВТБ с 2008 года — баскетбольного турнира, имеющего статус чемпионата России.
С 2013 года Банк Москвы, входивший в группу ВТБ, поддерживал городской велопрокат «Велобайк», проект Департамента транспорта и развития дорожно-транспортной инфраструктуры Москвы. В 2016 году, после объединения банков, проект полностью перешёл в ВТБ. Общие вложения банка в проект составили к 2017 году 700 млн рублей. В 2018 году число поездок превысило 3 миллиона.
В 2017 году банк за 6,5 млрд рублей выкупил долю в девелоперском проекте «ВТБ Арена парк» у футбольного клуба «Динамо». В 2018 году ВТБ за 2,4 млрд рублей приобрёл права титульного спонсора проекта «ВТБ арена парк», включающего новый футбольный стадион и универсальную арену, возведённые в Москве на месте старого стадиона «Динамо».
30 апреля 2019 года банк закрыл сделку по покупке контрольного пакета акций убыточного футбольного клуба «Динамо» за 1 рубль. Ранее банк спонсировал эту команду. Совет директоров клуба возглавил первый вице-президент ВТБ Юрий Соловьёв, гендиректором стал Юрий Белкин.
В июне 2019 года Андрей Костин заявил о намерении погасить долги клуба в течение 8 лет, но уже в сентябре того же года призвал перевести клуб полностью под контроль ВТБ, чтобы выяснить, возможно ли заниматься развитием команды; также Костин называл футбольный клуб «одним из самых неудачных проектов ВТБ», с которым банк ассоциироваться права не имеет.
В феврале 2022 года банк передал контрольный пакет акций клуба Всероссийскому физкультурно-спортивному обществу «Динамо».
В апреле 2021 года ВТБ стал собственником 45 % акций в новом автодроме — гоночном комплексе «Игора Драйв» в Ленинградской области.

### Культура
Банк входит в состав попечительского совета Большого театра и некоммерческой организации «Фонд Большого театра», созданной в 2002 году. ВТБ поддерживал многие премьеры Большого, среди которых «Дама с камелиями», «Иван Грозный», «Онегин», «Спящая красавица», «Снегурочка», «Ромео и Джульетта», «Легенда о любви», «Манон Леско» и другие.
С 2006 года ВТБ является генеральным партнёром Мариинского театра в Санкт-Петербурге, где, в частности, в 2012 году при поддержке банка состоялась премьера оперы «Борис Годунов».
С 2002 года ВТБ выступает генеральным партнёром Московского театра «Мастерская Петра Фоменко».
С 2002 года банк входит в состав Совета попечителей Государственной Третьяковской галереи. При поддержке ВТБ в музее было представлено немало уникальных экспозиций, среди которых — выставки Валентина Серова, Ивана Айвазовского, Зинаиды Серебряковой и Василия Верещагина.
Сотрудничество ВТБ и ГМИИ имени А. С. Пушкина началось в 2005 году. В 2016 году Банк стал генеральным партнёром музея, в 2017 году поддержал в статусе генерального спонсора выставки «Венеция Ренессанса. Тициан. Тинторетто. Веронезе» и «Хаим Сутин. Ретроспектива», в 2018 стал генеральным спонсором музея.
Сотрудничество банка ВТБ и Государственного Эрмитажа началось в сентябре 2013 года. Банк содействует выставочной деятельности музея и реализации его новаторских проектов. Так, в 2017 году при поддержке банка ВТБ в музее прошла выставка «Зимний дворец и Эрмитаж. 1917. История создавалась здесь».
В 2002 году банк стал членом Международного общества «Друзья Русского музея», а в 2004 году — членом попечительского совета Русского музея. За время сотрудничества ВТБ поддержал такие выставки музея как «Дягилев. Начало», «Николай Рерих. 1874—1947», «Василий Васильевич Верещагин. К 175-летию со дня рождения», «Кузьма Сергеевич Петров-Водкин. К 140-летию со Дня рождения».
С 2014 года банк оказывает благотворительную помощь Еврейскому музею и центру толерантности. Осенью 2017 года ВТБ принял участие в организации выставки «Каждому по свободе? История одного народа в годы революции». В 2018 году при поддержке банка проходит выставка «Исаак Левитан и авторский кинематограф».
C 2010 года длится сотрудничество банка ВТБ с популярной программой «Что? Где? Когда?» (до 2016 года с телепередачей сотрудничал Банк Москвы, впоследствии вошедший в состав ВТБ).

### Здравоохранение
В рамках собственной благотворительной программы «Мир без слёз», начатой в 2003 году, к 2023 году включительно банк оказал помощь детским больницам в 79 субъектах России. За 20 лет существования проекта помощь была оказана 192 больницам.
Кроме того, ВТБ в течение нескольких лет (с 2014 по 2018 год) осуществлял программу по поддержке учреждений детского здравоохранения в Карелии.

## Группа ВТБ и дочерние компании
Банк ВТБ является головной структурой Группы ВТБ. География деятельности группы наряду со странами СНГ охватывает государства Западной и Восточной Европы, Азии и Африки. В странах СНГ Группа представлена в Армении, Белоруссии, Казахстане, Азербайджане. Банки ВТБ в Австрии, Германии и Франции работают в рамках Европейского субхолдинга во главе с ВТБ Банк (Австрия). Кроме того, Группа имеет дочерние организации в Великобритании, на Кипре, в Сербии, Грузии, Анголе, Китае, Индии, Сингапуре и Дубае.
ВТБ имеет филиал в Шанхае и представительство в Пекине.

## Логотип
Сменил 3 логотипа.

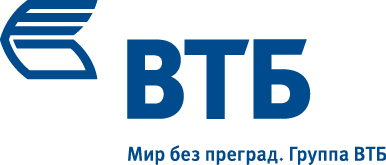
Логотип 2006 года (использовался с 24 октября 2006 по 31 декабря 2017 года)

Третий логотип с 24 октября 2006 года по 31 декабря 2017 года.

Логотип 2018 года (используется с 1 января 2018 года по сей день)

Четвёртый логотип — текущий с 1 января 2018 года.

## Премии и награды
Банк ВТБ назван «Банком 2018 года в России» по версии журнала The Banker. Банк ВТБ впервые стал победителем конкурса журнала The Banker, жюри которого отметило передовой опыт ВТБ в предоставлении банковских услуг в России.

## Критика

### Сделка с буровыми установками
В 2011 году российский общественный деятель и миноритарный акционер банка Алексей Навальный обвинял одну из аффилированных с банком структур — ОАО «ВТБ-Лизинг» в осуществлении в 2007 году сделок с приобретением 30 буровых установок, за которые, по мнению Навального, банк переплатил более 160 млн долларов. Навальный обратился в Департамент экономической безопасности МВД России с просьбой провести проверку этих сделок.
В июне 2011 года состоялся арбитражный суд по иску Навального о признании сделки недействительной. Решением суда в иске Навальному было отказано.
Выступая на годовом собрании акционеров в 2011 году, Костин проинформировал, что обращался в правоохранительные органы, были неоднократные проверки — состава преступления там не найдено. В декабре 2011 года Костин сообщил, что на тот момент из 30 установок 28 уже реализованы: 12 в эксплуатации, 16 законтрактованы и передаются в эксплуатацию, в декабре планируется подписать контракты ещё на 2 установки. По всем этим буровым ВТБ видит возврат средств на протяжении семилетнего периода с доходностью в 10 %.
В начале сентября 2012 года ВТБ организовал поездку для миноритарных акционеров, журналистов и блогеров на буровые установки ВТБ-Лизинга в Оренбургской области и Ямало-Ненецком автономном округе. В неё был приглашён также и главный критик сделки Навальный, находившийся в это время под подпиской о невыезде, но следствие отказало ему в ходатайстве об участии в поездке. После выездного мероприятия 26 сентября прошло заседание консультативного совета акционеров банка ВТБ, на котором Навальный присутствовал. После этого банк сообщил, что «у членов консультативного совета не осталось вопросов по обсуждаемой проблеме». В то же время Навальный возражал, что «каждый остался при своём мнении». При этом миноритарный акционер Владимир Синяков, присутствовавший на встрече, указал на то, что «Есть две стороны: есть эффективность, а есть воровство, и факт воровства не доказан», как и «связь „ВТБ-Лизинга“ с кипрским офшором».

### Мнения о деятельности банка
19 февраля 2023 года эксперт по фондовому рынку «БКС Мир инвестиций» Михаил Зельцер отметил, что акции банка являются слабейшими в банковском секторе в том числе и из-за «регулярного размытия акционерного капитала и неясности в вопросе с дивидендами». Вместе с тем на долгосрочном горизонте Зельцер оценил внутренний потенциал акций банка — свыше 35 % от их актуальных биржевых цен.

## Блокирование доступа к интернет-ресурсам по решению суда
В апреле 2019 года газета «Ведомости» обратила внимание на массовую блокировку Роскомнадзором в интернете материалов, упоминавших об отношениях Андрея Костина и Наили Аскер-заде. Всего в интересах ВТБ по решению суда Роскомнадзором было заблокировано около 1000 публикаций без указания авторства, опубликованных интернет-ресурсами, не имеющими государственной регистрации как СМИ. В судебных решениях говорилось, что установить изначального автора и распространителя информации невозможно, но она содержит неподтверждённые сведения, порочащие деловую репутацию банка. Исход данных процессов позволил Роскомнадзору начать массовую блокировку сайтов на основании частного иска.
Издание The Bell сообщало, что после выхода в апреле 2019 года материала «Ведомостей» банк Костина свернул рекламную активность в издании. Это же подтвердил издатель и гендиректор «Ведомостей» Глеб Прозоров. Сам банк это опровергал, сообщая, что к началу 2019 года у него контрактов с «Ведомостями» вовсе не было.

## Санкции
С 2014 года банк ВТБ находится под санкциями Евросоюза и США, наложенными из-за российско-украинской войны. В 2020 году Верховный суд Евросоюза отклонил апелляцию банка об отмене этих санкций. После введения санкций глава банка в интервью The Wall Street Journal признал, что санкции негативно влияют на экономику России. Отказ от приватизации ВТБ в 2020 году или снижения доли государства до 51 % мотивировался тем, что выпуск новых акций автоматически попадает под американские санкции; по состоянию на 2020 год американские и европейские инвесторы не могут приобретать акции ВТБ.
24 февраля 2022 года в связи с вторжением России на Украину США приняли решение о внесении ВТБ в санкционный список SDN. Попадание в этот список означает фактическую изоляцию от долларовой системы. Новые санкции против банка в этот день были объявлены также Великобританией. 24 февраля 2022 года на фоне вторжения России на Украину и включения ВТБ в санкционный список ВТБ стал одним из рекордсменов на Мосбирже по падению акций в цене — за день они потеряли 42 %, а в Лондоне цена расписки ВТБ снизилась на 31,7 %. В итоге, уже спустя сутки, ВТБ анонсировал прекращение торгов своими акциями на Лондонской бирже.
Из-за санкций США банк вынуждено передал своих клиентов с иностранными акциями другим брокерам. Между тем, ряд клиентов банка не смог перевести свои деньги, а с 30 марта ВТБ просто перестал давать ответы, почему это произошло и смогут ли деньги быть переведены.
С 1 марта 2022 года регулятор FCA остановил все торги расписками банка ВТБ.
8 апреля 2022 года так же и все страны Европейского союза ввели блокирующие санкции в отношении банка, заморозив его активы, так как «банк имеет тесные связи с российской разведкой, а его генеральный директор был назначен президентом Владимиром Путиным и защищал его действия, включая аннексию Крымского полуострова. Таким образом, банк ВТБ является организацией или органом, поддерживающим материально или финансово правительство Российской Федерации, ответственное за аннексию Крыма и дестабилизацию Украины».
Также Канада, Швейцария, Австралия, Япония, Украина, Новая Зеландия и Сингапур ввели санкции против банка.